# Великі Новосілки
Великі Новосілки (або Новосілки) —  село в Україні, у Яворівському районі Львівської області. Населення становить 256 осіб. Орган місцевого самоврядування - Шегинівська сільська рада. Перша документальна згадка про село датується 1438 роком. "Акта гродске і земске з часув Жечпосполітей Польскей [Архівовано 19 жовтня 2017 у Wayback Machine.]" т.13. "Найдавнейше запіскі сондув Пшемискіх і Пшеворскего 1436-1468".
Село межує на сході з Баличами і Мочерадами, на півдні - з Буєвичами, Храпличами i Хідновичами, на заході - з Плешевичами і Биковом, на півночі через Великий ліс - з Шегинями. Село знаходиться на захід від колишнього райцентру Мостиська на віддалі 17-19 км, така ж відстань і на захід до міста Перемишля. 

## Відомі люди
29 квітня 1875 року, у сім'ї місцевого пароха о.Омеляна Менцинського народився майбутній оперний співак світової слави Модест Менцинський.